# Proacidalia emilia
Proacidalia emilia är en fjärilsart som beskrevs av Giuseppe Acerbi 1802. Proacidalia emilia ingår i släktet Proacidalia och familjen praktfjärilar. Inga underarter finns listade i Catalogue of Life.